# Kutuziwka (obwód charkowski)
Kutuziwka (ukr. Кутузівка) – osiedle na Ukrainie, w obwodzie charkowskim, w rejonie charkowskim. W 2001 liczyło 1184 mieszkańców.